# Bitwa pod Termopilami (191 p.n.e.)
Bitwa pod Termopilami – starcie zbrojne rozegrane wiosną roku 191 p.n.e. na przesmyku termopilskim pomiędzy wojskami rzymskimi dowodzonymi przez Luciusa Corneliusa Scipio Asiaticusa i wojskami Seleucydów dowodzonymi przez Antiocha III Wielkiego.

## Tło historyczne
Republika rzymska po pokonaniu Kartaginy podjęła zdecydowaną ekspansję na wschód, w pierwszej kolejności wymierzoną przeciw sprzyjającej Kartaginie Macedonii. W roku 197 p.n.e. jej wojska zostały pokonane i w wyniku zawartego pokoju ziemie macedońskie stały się prowincjami Rzymu. Rozwój sytuacji zaniepokoił władcę imperium seleuckiego Antiocha III. W roku 192 p.n.e. z 18-tysięcznym kontyngentem przeprawił się z Azji do Grecji z zamiarem powstrzymania rzymskiej ekspansji. Odpowiedzią Rzymian było wysłanie do Grecji wiosną 191 p.n.e. armii w sile 20 tysięcy piechoty i 2 tysięcy jazdy z 15 słoniami bojowymi.

## Działania poprzedzające
Ze względu na liczebną przewagę liczebną wojsk rzymskich Antioch nie zdecydował się podjąć walki w otwartym terenie, ale wycofał się do nadbrzeżnych Termopili, gdzie strome góry opadały niemal do morza. Wojska swoje rozlokował w tzw. Wschodniej Bramie, od zachodu zamkniętej górskimi stokami o długości prawie kilometra, na których rozmieszczono żołnierzy lekkozbrojnych, wyposażonych w broń miotającą do ostrzeliwania wojsk przeciwnika. Ponadto został wzniesiony podwójny mur, na którym umieszczono machiny miotające kamienie. Dodatkowo zabezpieczono się przed okrążeniem obsadzając oddziałami Etolów okoliczne wierzchołki górskie. Konsul Maniusz Acyliusz Glabrion zdawał sobie sprawę, że frontalny atak zakończy się dużymi stratami i prawdopodobną porażką jego wojsk. Z tego względu wysłał na górską ścieżkę dwa oddziały dowodzone przez trybunów Lucjusza Waleriusza Flakkusa i Marka Porcjusza Katona. Każdy z nich dowodził dwoma tysiącami żołnierzy, których zadaniem było uderzenie na wojska Antiocha od tyłu.

## Bitwa
Wojska rzymskie rozpoczęły atak wczesnym rankiem. Wojska seleuckie były przygotowane w szyku bojowym – pierwszą linię tworzyła lekkozbrojna piechota (peltaści), za nimi rozwinięta była falanga uzbrojona w długie włócznie (sarisy). Lewe skrzydło osłaniane było przez łuczników, procarzy i oszczepników usytuowanych na zboczu góry. Prawe skrzydło chronione było przez słonie bojowe, lekkozbrojną piechotę oraz elitarny oddział jazdy dowodzony przez samego Antiocha. Władca zakładał, że wskutek natarcia falangitów Rzymianie zostaną zmuszeni do ucieczki i wtedy na zdezorganizowanych uderzy konnica i słonie. Plan ten jednak zawiódł, gdyż Rzymianie wprawdzie zostali zmuszeni do wycofania się, ale ich odwrót był na tyle zorganizowany, że Antioch nie zdecydował się na atak. Tymczasem żołnierze trybuna Katona wyparli Etolów z zajmowanych pozycji i zaatakowały tyły wojsk Antiocha. Ze względu na niewielką liczebność atakujących uderzenie skierowano na obozowisko nieprzyjaciela, co spowodowało rozprzężenie w armii Seleucydów. Najemnicy ruszyli w nieładzie ku obozowi dla ratowania swych zdobyczy wojennych. Umożliwiło to przełamanie linii obrony głównym siłom rzymskim i odniesienie przez nie zwycięstwa.

## Następstwa
Przegrana bitwa w Termopilach oznaczała początek końca potęgi państw hellenistycznych i najprawdopodobniej była ostatnią okazją powstrzymania pochodu wojsk rzymskich na wschód. Klęska armii Antiocha spowodowała, że Rzymianie uzyskali przewagę, która umożliwiła im dalszą ekspansję.